# Бурхард V фон Кверфурт
Бурхард V фон Кверфурт (на немски: Burchard V von Querfurt; на латински: Burchardus et Burchardus burggravii in Magdeburg; * ок. 1210/1212; † между 15 септември 1269 и 27 юни 1270/1273) от фамилията на графовете Кверфурти на род Мансфелд, е бургграф на Магдебург в архиепископството Магдебург (1243/1247 – 1269/1270).

## Биография
Той е син на бургграф Бурхард IV фон Кверфурт Курцханд, бургграф на Магдебург († 2 април 1247), и съпругата му графиня София фон Вилдунген и Цигенхайн († сл. 26 февруари 1254), дъщеря на граф Фридрих фон Цигенхайн († 1229) и Лукардис фон Цигенхайн († сл. 1207), роднина на император Фридрих I Барбароса (1122 – 1190). Брат е на Бурхард VI (X) 'Млади' фон Кверфуртт, титулар-бургграф на Магдебург (* ок. 1215; † 1273/1278). Роднина е на Рупрехт I († 1266), архиепископ на Магдебург.
През 1269 г. Бурхард V сключва договор за продажбата на бургграфството, но умира малко след това. През 1269/1270 г. син му Бурхард VII продава бургграфството на архиепископа на Магдебург Конрад II.

## Фамилия
Бурхард V се жени 1230/1235 г. за Матилда. Те имат един син:
- Бурхард VII (* ок. 1235; † сл. 12 ноември 1306), женен I. 1250/1260 г. за принцеса Юдит Саксонска (1223 – 1267), II. пр. 17 септември 1273 г. за Лукарда фон Дорщат († ок. 1290)